# Худукон, Борис Зиновьевич
Борис Зиновьевич Худукон (род. 09.05.1952) — российский учёный, радиоинженер, лауреат Государственной премии РФ.
Окончил Харьковский институт радиоэлектроники по специальностьи радиоинженер (1975).
С 1975 г. работает в Полярном геофизическом институте КНЦ АН СССР (РАН): стажёр-исследователь, инженер, начальник стенда, научный сотрудник, начальник сектора, старший научный сотрудник (1992).
Кандидат физико-математических наук (1986).
Принимал участие в конструировании и изготовлении спутниковой приемной аппаратуры для исследования неоднородностей F-области ионосферы, автоматизированных спутниковых приемных комплексов. 
С его участием под Мурманском была построена радиоголографическая установка для исследования параметров ионосферных неоднородностей, проработавшая более 10 лет. Полученные на ней результаты стали началом развития радиотомографических методов исследования ионосферы.
Возглавлял группу, которая разрабатывала и строила на Кольском полуострове УКВ-приемную станцию некогерентного рассеяния для работы совместно с радаром EISCAT Европейской научной ассоциации. Результаты её деятельности изложил в монографии (1989).
Участвовал в разработке многоканального когерентного КВ-приемника для приема искусственного радиоизлучения ионосферы (ИРИ) при воздействии на нее мощным КВ-излучением, в международных томографических экспериментах и экспериментах по приему ИРИ в Скандинавии и России.
Автор более 30 научных статей и 1 монографии. Лауреат Премии Совета министров СССР в области радиоэлектроники (1989), Государственной премии РФ в области науки и техники за разработку методов спутниковой радиотомографии ионосферы и создание сети радиотомографических комплексов (1998).